# Flocon de Koch
Pour les articles homonymes, voir Koch.
La courbe de von Koch ([fɔnˈkɔkː]) est l'une des premières courbes fractales autosimilaires à avoir été publiée dans une revue scientifique, bien avant l'invention du terme « fractal » par Benoît Mandelbrot. Elle a été inventée en 1904 par le mathématicien suédois Helge von Koch.
Elle ne doit pas être confondue avec sa variante plus connue, la courbe du flocon de neige dont l'inventeur semble être le mathématicien Edward Kasner.

## Courbe originale de von Koch

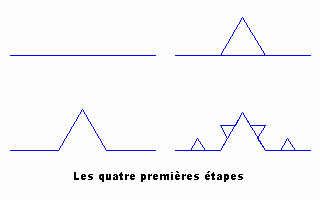
Les 4 premières étapes de la construction.

Les 6 premières courbes successives en animation.

On peut la créer à partir d'un segment de droite, en modifiant récursivement chaque segment de droite de la façon suivante :
1. On divise le segment de droite en trois segments de longueurs égales.
2. On construit un triangle équilatéral ayant pour base le segment médian de la première étape.
3. On supprime le segment de droite qui était la base du triangle de la deuxième étape.

Au bout de ces trois étapes, l'objet résultant a une forme similaire à une section transversale d'un chapeau de sorcière.
La courbe de von Koch est la limite (par exemple pour la distance de Hausdorff) des lignes polygonales obtenues lorsqu'on répète indéfiniment les étapes ci-dessus.
Une extension de la notion de dimension permet d'attribuer à la courbe de von Koch une dimension fractale (non entière) dont la valeur est,,
{\displaystyle {\frac {\log 4}{\log 3}}\approx 1,26.}
La courbe de von Koch a une longueur infinie. En effet, en supposant que la courbe ait une longueur finie L>0, celle-ci serait supérieure à la longueur de chacune des lignes polygonales obtenues à chaque étape de la construction de la courbe. Or la longueur de ces lignes tend vers l'infini, parce qu'à chaque étape de construction de la courbe, la longueur de la ligne polygonale est multipliée par 4/3>1.
La surface délimitée par la courbe et sa base est cependant d'aire finie, car contenue dans le demi-disque dont le diamètre est le segment initial. Si l'on a choisi l'unité d'aire de telle sorte que le triangle construit à la première itération soit d'aire 1, alors l'aire de chacun des quatre triangles construits lors de la seconde itération est 1/9 : on a donc augmenté l'aire totale de 4/9. Pour l'itération {\displaystyle n}, on ajoute {\displaystyle 4^{n}\times \left({\frac {1}{9}}\right)^{n}}. L'aire totale s'obtient finalement comme somme d'une série géométrique convergente :
{\displaystyle 1+\sum _{n=1}^{\infty }\left({\frac {4}{9}}\right)^{n}=1+{4/9 \over 1-4/9}=1+{\frac {4}{5}}={\frac {9}{5}}}.
La courbe de von Koch est un exemple particulièrement simple à construire de courbe de Jordan continue mais qui n'admet de tangente en aucun de ses points.
On peut considérer la courbe de von Koch comme l'attracteur d'un système de fonctions itérées, ce qui permet de prouver par exemple que c'est un compact autosimilaire de {\displaystyle \mathbb {R} ^{2}}.

## Courbe du flocon de neige de von Koch

Création du flocon de Koch

La courbe du flocon de neige de von Koch s'obtient de la même façon que la courbe précédente, mais en partant d'un triangle équilatéral au lieu d'un segment de droite, et en effectuant les modifications en orientant les triangles vers l'extérieur. Pour un triangle initial (étape 0) de périmètre {\displaystyle p}, le périmètre du flocon à l'étape {\displaystyle n} est {\displaystyle (4/3)^{n}p}.
On peut aussi partir d'un hexagone, et opérer en orientant les triangles vers l'intérieur. Dans les deux cas, après quelques itérations on obtient une forme évoquant un flocon de neige.
Comme la courbe originale, la courbe du flocon de neige de von Koch est de longueur infinie, mais elle délimite une surface d'aire {\displaystyle S}finie. Celle-ci est égale aux 8/5 de l'aire {\displaystyle S_{0}} du triangle initial ; en effet, à la première étape, on ajoute 3 triangles d'aire égale à {\displaystyle S_{0}/9}, donc d'après la formule vue plus haut, {\displaystyle S=S_{0}+3\times {\frac {S_{0}}{9}}\times {\frac {9}{5}}={\frac {8}{5}}S_{0}}.
Il est possible de paver le plan uniquement en utilisant des copies du flocon de neige de von Koch de deux tailles différentes,.

## Variantes de la courbe de von Koch
Suivant la méthode de von Koch, plusieurs variantes ont été conçues, en considérant des angles droits (quadratique), d'autres angles (fractale de Cesàro) ou des extensions dans les dimensions supérieures (sphereflake, surface de von Koch).
| Variante         | Illustration | Construction |
| ---------------- | ------------ | --- |
| 1D & angle = 85° |              | La fractale Cesàro est une généralisation de la courbe de Koch avec un angle compris entre 60° et 90° (ici 85°).                     |
| 1D & 90°         |              | |
| 1D & 90°         |              | |
| 2D & triangles   |              | |
| 2D & 90°         |              | Les trois premières étapes. |
| 2D & 90°         |              | Les trois premières étapes. |
| 2D & sphères     |              | Eric Haines a développé la fractale sphereflake (litt. flocon de sphère), extension du flocon de Koch, construite à base de sphères. |